# Kruzifix (Illats)

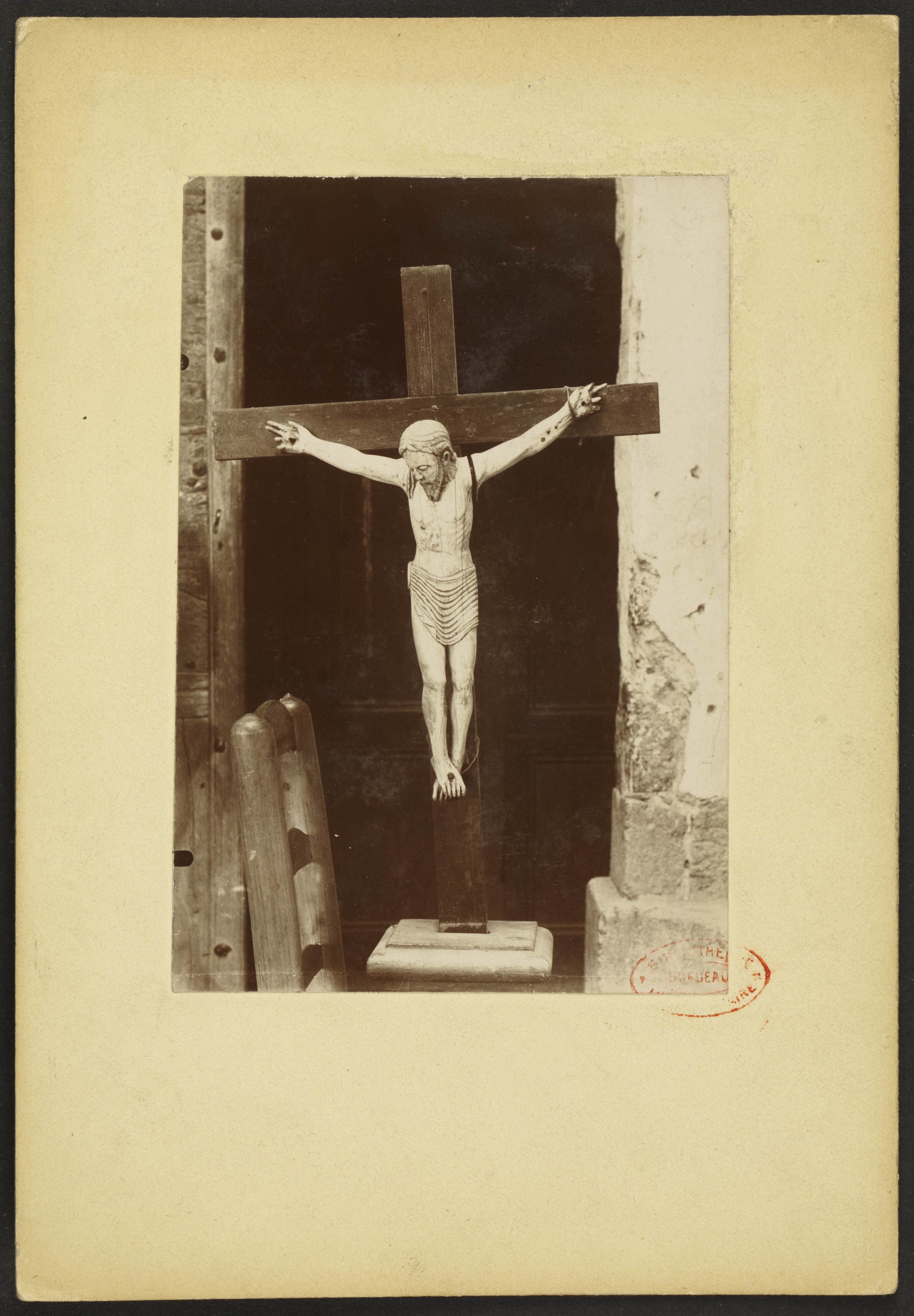
Kruzifix in Illats (Foto von Jean-Auguste Brutails, um 1900)

Das Kruzifix in der Kirche St-Laurent in Illats, einer französischen Gemeinde im Département Gironde der Region Nouvelle-Aquitaine, wurde im 15. Jahrhundert geschaffen. Im Jahr 1908 wurde das gotische Kruzifix als Monument historique in die Liste der denkmalgeschützten Objekte (Base Palissy) in Frankreich aufgenommen.
Der Korpus aus Elfenbein gehört zum Dreinageltypus, d. h. die übereinandergestellten Füße sind von einem Nagel durchbohrt. Seit etwa 1260 ist dieser Typus allgemein verbreitet. Das Holzkreuz stammt aus späterer Zeit.